# Dusty Thornhill
Dusty Thornhill (20 gennaio 1986) è un ex giocatore di football americano statunitense, che ha giocato come runningback.